# クアヌア語

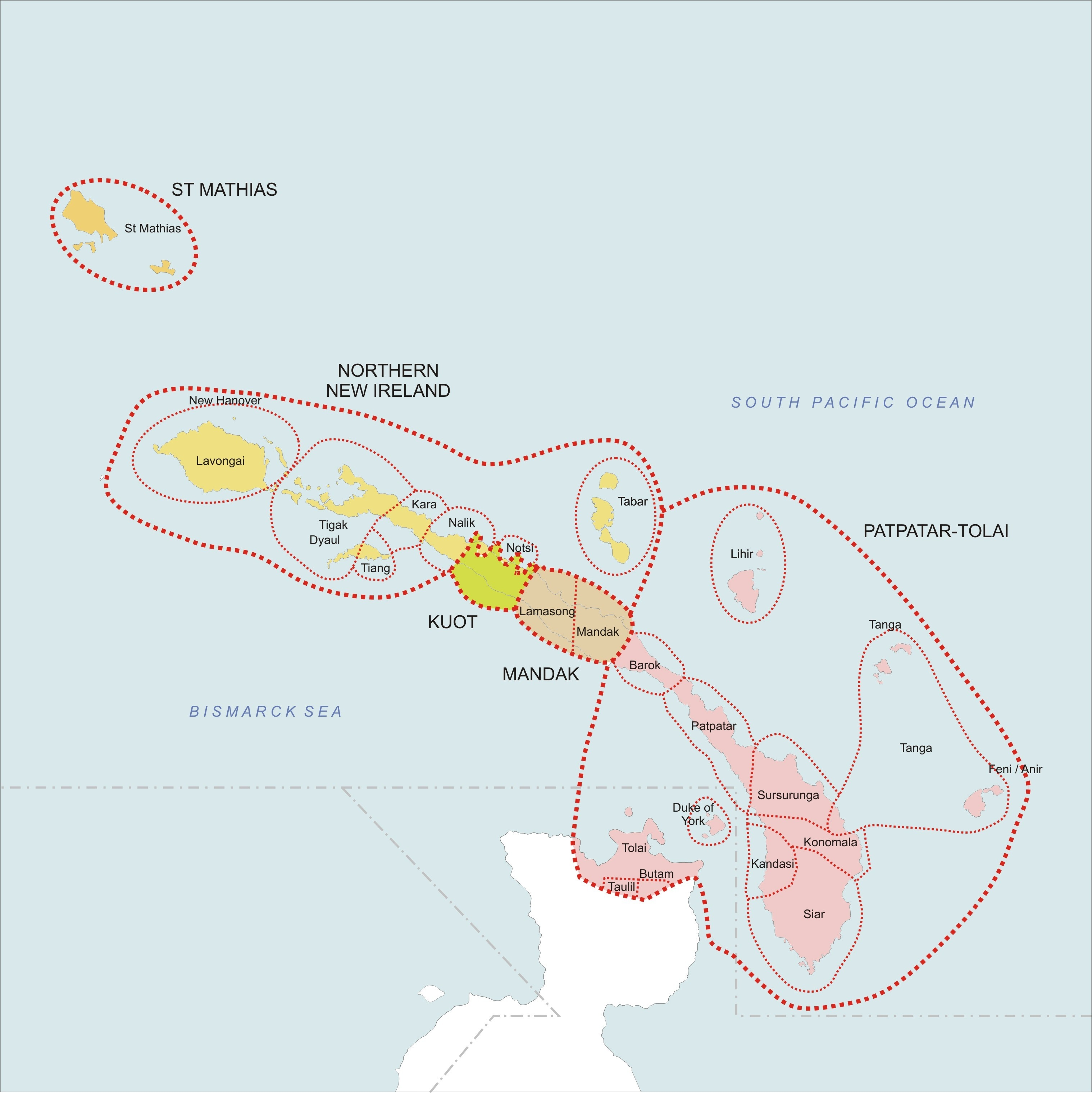
ニューアイルランド島（中央）およびニューブリテン島（下）の言語

クアヌア語（クアヌアご、Kuanua）は、パプアニューギニア東ニューブリテン州（ニューブリテン島）のガゼル半島（ラバウル、ココポなどの町がある）に住むトライ人 (Tolai) の話す固有言語の一つ。トライ語（Tolai）ともいうが、トライは民族名であり、トライ人全てがクアヌア語を話すわけではない。また、グナン・ツナ語（Gunantuna）という別名も存在する。
オーストロネシア語族大洋州諸語中部メラネシア諸語に分類される。パプアニューギニアの多くの固有言語は、トク・ピシンの普及により危機に瀕しているが、クアヌア語にはまだ10万人ほどの母語話者がおり、危険はないとされる。ただし、現在ではトク・ピシンからの借用語が多くなっている。クアヌア語自体がトク・ピシンの基層言語の一つである。

## 文法

### 代名詞
人称代名詞は4つの人称（一人称［両数以上には相手を含める包括形と含めない除外形がある］、二人称、三人称）と4つの数（単数、両数、三数、複数）で使い分ける。性の区別はない。

### 語順
語順はSVO型である。

## 関連書籍
- Mosel, Ulrike (1984) Tolai Syntax and its Historical Development. Pacific Linguistics B-92. Canberra: Australian National University.